# Kaeo Pongprayoon
Kaeo Pongprayoon (in thai: แก้ว พงษ์ประยูร; 28 marzo 1980) è un pugile thailandese.

## Palmarès

### Olimpiadi
- 1 medaglia:
  - 1 argento (Londra 2012 nei pesi mosca leggeri)

### Campionati dilettanti asiatici
- 1 medaglia:
  - 1 oro (Zhuhai 2009 nei pesi mosca leggeri)

### Giochi del Sud-est asiatico
- 6 medaglie:
  - 4 ori (Hanoi 2003 nei pesi pin; Nakhon Ratchasima 2007 nei pesi pin; Vientiane 2009 nei pesi mosca leggeri; Palembang 2011 nei pesi mosca leggeri)
  - 2 bronzi (Kuala Lumpur 2001 nei pesi pin; Bacolod 2005 nei pesi pin)